# روزی دیگر در بهشت
«یک روز دیگر در بهشت» (به انگلیسی: Another Day in Paradise) یک تک‌آهنگ از فیل کالینز است که در سال ۱۹۸۹ میلادی منتشر شد.
این تک‌آهنگ در چارت‌های در رتبه اول و در چارت‌های والونیا، دانمارک، سوئد، سوئیس، فلاندرز، آلمان، ایرلند، نروژ جزو ده ترانه اول قرار گرفت.